# 稲葉道意
稲葉 道意（いなば どうい、1882年（明治15年）8月19日 ‐ 1968年（昭和43年）3月20日） は、明治末から昭和期の僧侶、政治家。衆議院議員、真宗大谷派・岐阜信願寺住職。

## 経歴
岐阜県不破郡赤坂村（赤坂町を経て現大垣市）で生まれ、稲葉現意の養子となる。1908年（明治41年）真宗大学（現大谷大学）を卒業。岐阜信願寺住職に就任した。
真宗大谷派宗議会議員、同副議長、同議長を歴任。1937年（昭和12年）教化研究所の初代所長に就任。さらに、真宗大谷派参務、同内務局長、同教学局長を務めた。
1946年（昭和21年）4月の第22回衆議院議員総選挙に岐阜県全県区から日本自由党公認で出馬して当選し、衆議院議員に1期在任した。その後、1947年（昭和22年）4月の第23回総選挙に岐阜県第1区から立候補したが落選した。
1954年（昭和29年）真宗大谷派南米開教本部が設立され本部長に就任。その他、宗務顧問、富山城端別院輪番を務めた。
1968年（昭和43年）3月21日、岐阜県安八郡神戸町の真願寺の自坊にて老衰により死亡。85歳。

## 著作
- 編『柱ほとけの光』大谷派鹿児島別院、1920年。